# 乙酰丙酮铜
乙酰丙酮铜是一种配位化合物，化学式为C5H7CuO2。它是可溶于水的蓝色固体。分子中的铜处于平面正方形配位环境。

## 制备
乙酰丙酮铜可由乙酰丙酮和氢氧化铜反应得到。